# Namuli-apalis
De namuli-apalis (Apalis lynesi) is een zangvogel uit de familie Cisticolidae. Deze vogel is genoemd naar de Britse admiraal en amateur-ornitholoog Hubert Lynes (1874-1942).

## Verspreiding en leefgebied
Deze soort is endemisch in noordelijk Mozambique.

## Status
De grootte van de populatie is in 2020 geschat op 400-1300 volwassen vogels. Het verspreidingsgebied is klein en staat onder druk door illegale houtkap en de aanleg van plantages. Op de Rode lijst van de IUCN heeft deze soort daarom de status bedreigd.